# Marissa Paternoster
Marissa Paternoster (Elizabeth, Nueva Jersey, 1 de agosto de 1986) es una cantante y guitarrista estadounidense, reconocida por su participación en las bandas Screaming Females y Noun.
Los padres de Paternoster se conocieron mientras eran docentes en escuelas públicas en Elizabeth. Su madre, Leslie Okun, fue profesora de arte y actualmente reside en Florida. Su padre, Angelo Paternoster, le enseñó a tocar la guitarra. Paternoster creció en Elizabeth, Nueva Jersey y asistió a la escuela católica de Roselle y más tarde a la escuela de arte de la Universidad de Rutgers, donde empezó a interesarse en la música para más adelante formar la banda Screaming Females.
En una lista de 2012 publicada por la revista Spin, fue ubicada en la posición No. 77 entre los mejores guitarristas de todos los tiempos. Es abiertamente lesbiana.